# Thousand Words
Thousand Words é uma empresa de produção cinematográfica fundada por Jonah Smith e Palmer West em 2000. Requiem for a Dream (2000) foi o primeiro longa metragem produzido pela empresa.

## Produções
- Religulous (2008)
- Right At Your Door (2007)
- The Dog Problem (2006)
- A Scanner Darkly (2006)
- The Clearing (2004)
- The United States of Leland (2003)
- Waking Life (2001)
- Requiem for a Dream (2000)Referências

1. ↑  «Thousand Words». ProductionBeast. Consultado em 5 de março de 2017